# Michelle Duff
Michelle Ann Duff, nascida Michael Alan Duff, (Toronto, 13 de dezembro de 1939 – 23 de julho de 2025) foi uma piloto de motos de estrada do Grande Prémio.

## Competição
A melhor temporada de Duff foi em 1965, vencendo o Grande Prémio da Finlândia de 250cc e terminando o ano em segundo lugar para Phil Read.
Duff sofreu um acidente quase fatal no Japão e precisou de extensas cirurgias e fisioterapia. A recuperação foi documentada num documentário de curta-metragem Ride for Your Life, do National Film Board of Canada, de 1967, dirigido por Robin Spry.

## Morte
Duff morreu em 23 de julho de 2025, aos 85 anos.

## Vida privada
Duff casou-se com uma finlandesa em 1963 e teve um filho com ela no mesmo ano, e uma filha dois anos depois. Em 1984, Michael tornou-se Michelle e começou a transição, separando-se da sua esposa. Após a cirurgia de redesignação sexual, ela escreveu sobre sua vida, como mulher trans, em Make Haste, Slowly: The Mike Duff story.